# Крисчен, Чарли
Чарльз (Чарли) Генри Крисчен (англ. Charles Henry «Charlie» Christian; 29 июля 1916[…], Бонем, Техас — 2 марта 1942[…], Статен-Айленд, Нью-Йорк) — американский свинговый и джазовый гитарист.
Родился в городе Бонем (штат Техас), вырос в Оклахома-Сити. В то время город стал одним из музыкальных центров Юго-Запада США. Он рос в атмосфере, насыщенной блюзами. Прожив всего 26 лет, он оставил после себя значительное наследие джазовой гитары.
Крисчен — важный ранний исполнитель на электрогитаре. Его признали одной из ключевых фигур в становлении би-бопа и кул-джаза. Он внедрил электрифицированную гавайскую гитару в небольшие джазовые группы (комбо). Умер от туберкулеза. Влияние Крисчена вышло за пределы джаза и свинга. В 1990 году он был введён в зал славы рок-н-ролла.